# Дебора Кар
Дебора Кар, CBE (/kɑr/; родена Дебора Джейн Кар-Тримър; 30 септември 1921 – 16 октомври 2007) е шотландска филмова, театрална и телевизионна актриса. В активните си години тя печели награда „Златен глобус“ за най-добра женска роля като Анна Леоноуенс във филма „Кралят и аз“ (1956) и наградата „Сара Сидонс“ за участието си като Лора Ренолдс в „Чай и съчувствие“ – героиня, която Кар първоначално олицетворява в едноименната пиеса на Бродуей.

## Биография

### Кариера
Кар е номинирана 6 пъти за награда „Оскар“ в категорията най-добра женска роля, но никога не печели, правейки я актрисата с най-много номинации без награда златната статуетка. След получените специални награди от филмовия фестивал в Кан и наградите БАФТА, през 1994 г. Кар е наградена със „Специална награда Оскар“ като „артист, притежаващ съвършен финес и красота, отдадена актриса, чиято филмова кариера се базира на перфекционизъм, дисциплина и елегантност“. Участва във филмите „Незабравима афера“ с Кари Грант, „Оттук до вечността“ с Бърт Ланкастър, Монтгомъри Клифт и Франк Синатра, „Черен нарцис“, „Кво вадис“, „Животът и смъртта на полковник Блимп“, „Невинните“ и „Отделни маси“.

## Избрана филмография
| Година | Филм                  | Оригинално заглавие   | Роля                 | Режисьор                     |
| ------ | --------------------- | --------------------- | -------------------- | ---------------------------- |
| 1950   | Мините на цар Соломон | King Solomon's Mines  | Елизабет Къртис      | Комптън Бенет и Андрю Мартън |
| 1953   | Оттук до вечността    | From Here to Eternity | Карен Холмс          | Фред Зинеман                 |
| 1958   | Отделни маси          | Separate Tables       | Сибил Рейлтън-Бел    | Делбърт Ман                  |
| 1967   | Казино Роял           | Casino Royale         | Мими, агент на СМЕРШ | екип                         |